# Audi S2
Audi S2 quattro – typ B4 było produkowane od 1991 do 1995 roku. Prezentacja wersji coupé popularnego modelu Audi 80 nastąpiła w 1988 roku, 2 lata trwały przygotowania nad następcą Audi Quattro, w 1990 roku zaprezentowano wersję oznaczoną S2 Coupé. Zamontowany silnik zapożyczony został od większego modelu, mianowicie od Audi 200, była to jednostka 2.2 z turbodoładowaniem wyposażona w 20-zaworową głowicę. Moc jednostki wynosiła 220 KM. Różnice między sinikami z modelu 200 i Audi S2 są symboliczne, jednak największa z nich tyczy się zmodyfikowanego układu chłodzenia, modele Audi 200 Turbo miały problemy z chłodzeniem i dość mocno się grzały. W przypadku Audi S2 zastosowano, układ jezdny Torsen, bardzo trwały, a zarazem nieskomplikowany. Wersja S2 występowała we wszystkich typach nadwozia z wyjątkiem Cabrio. Najrzadziej występująca wersja sedan – wyprodukowano jej tylko 306 egzemplarzy. Poniżej wyszczególniono typy i liczby egzemplarzy w jakich kiedykolwiek występowało Audi S2. Wersję 3B produkowano równe 2 lata.
W chwili wejścia na rynek było to jedno z najszybszych aut legitymującą się taką mocą (nieco ponad 200 KM). Przyśpieszenie od 0 do 100 km/h trwające 6 sekund i prędkość maksymalna oscylująca około 250 km/h dawały praktycznie osiągi na poziomie BMW i Mercedesa, które w swoich sportowych odmianach posiadały przeszło 100 KM więcej niż Audi. Mimo że we wczesnej wersji tego modelu zastosowano ten sam, lecz słabszy silnik to w rezultacie dzięki mniejszej masie oryginalna wersja 3B nie jest dużo wolniejsza niż jej mocniejszy odpowiednik ABY, jednak w środkowym zakresie obrotów uwidacznia się przewaga wersji ABY od wersji 3B, choć wersja 3B ma minimalnie wyższą prędkość maksymalną. Układ zapłonowy jest nieco zmodyfikowany. Zawieszenie praktycznie nie różni się zbytnio od innych modeli z napędem quattro, lecz skrócone sprężyny dają w rezultacie obniżone podwozie w sedanie i avancie o 20 mm, a w wersji coupe o 25 mm. We wnętrzu znajdziemy nieco inny wystrój niż w innych odmianach popularnej 80. Oryginalna wersja S2 miała zawsze białe tarcze zegarów (obrotomierz i prędkościomierz) wyskalowane do 280 km/h, inaczej niż pozostałe wersje Audi 80. Dodatkowe trzy zegary pokazujące kierowcy doładowanie czy temperaturę oleju również były koloru białego, podświetlenie zegarów pozostało bez zmian. Ponadto opcjonalnie można było zamówić automatyczną klimatyzację (climatronic), w standardzie była manualna, elektryczne sterowany szyberdach, spryskiwacze do przednich reflektorów od 1993 roku w wersjach ABY były oferowane już seryjnie, podgrzewane dysze spryskiwaczy dla przednich wycieraczek i tylnej i bardzo rzadko spotykany system elektrycznie uchylanych tylnych okien, skórzaną tapicerkę (istniały 2 wersje) – jedna z większą ilością poziomych wyżłobień podobne jak w modelu Audi S4, pochodziła ona z renomowanej firmy Recaro również z możliwością elektrycznego ustawienia siedziska, jest dużo rzadziej spotykana niż późniejsza, istnieje też druga, późniejsza, z mniejszą ilością poziomych wyżłobień stosowana także w modelach 2.8 V6 i wersjach Cabrio. Kierownica mogła występować w 2 odmianach jedna z poduszką powietrzną 4 ramienna lub 3 ramienna desygnowana do S2, lecz bez poduszki powietrznej za to z emblematem S2 umiejscowionym poniżej środka kierownicy.
Audi S2 Występował w czterech wersjach (wyprodukowanych sztuk):
- S2 2.2 Turbo 20V 3B Coupe (5469 sztuk)
- S2 2.2 Turbo 20V ABY Coupe (1570 sztuk)
- S2 2.2 Turbo 20V ABY Avant (1818 sztuk)
- S2 2.2 Turbo 20V ABY Sedan (306 sztuk)

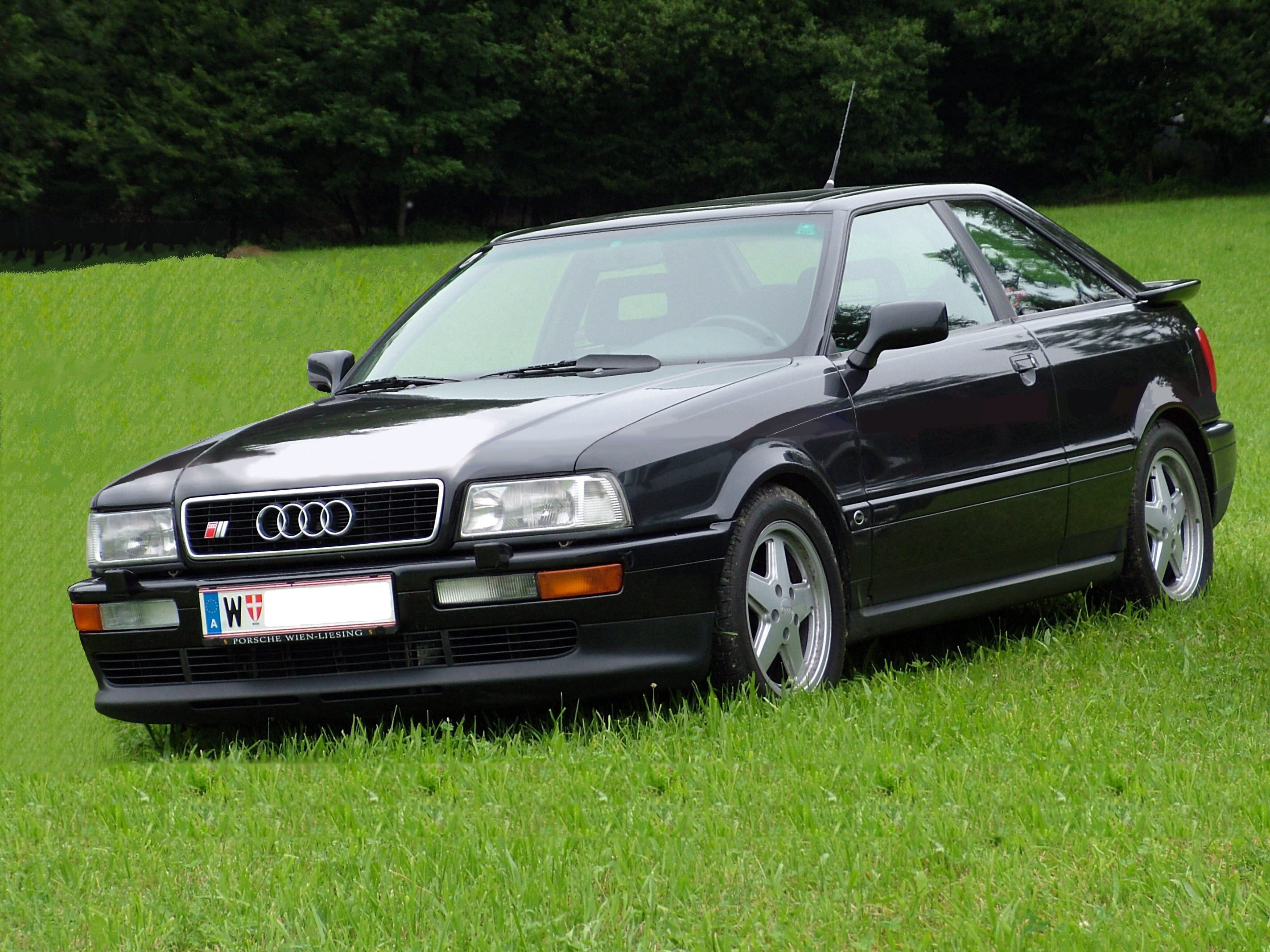
Audi S2 – oryginalna wersja 3B z 1992 roku z felgami Speedline

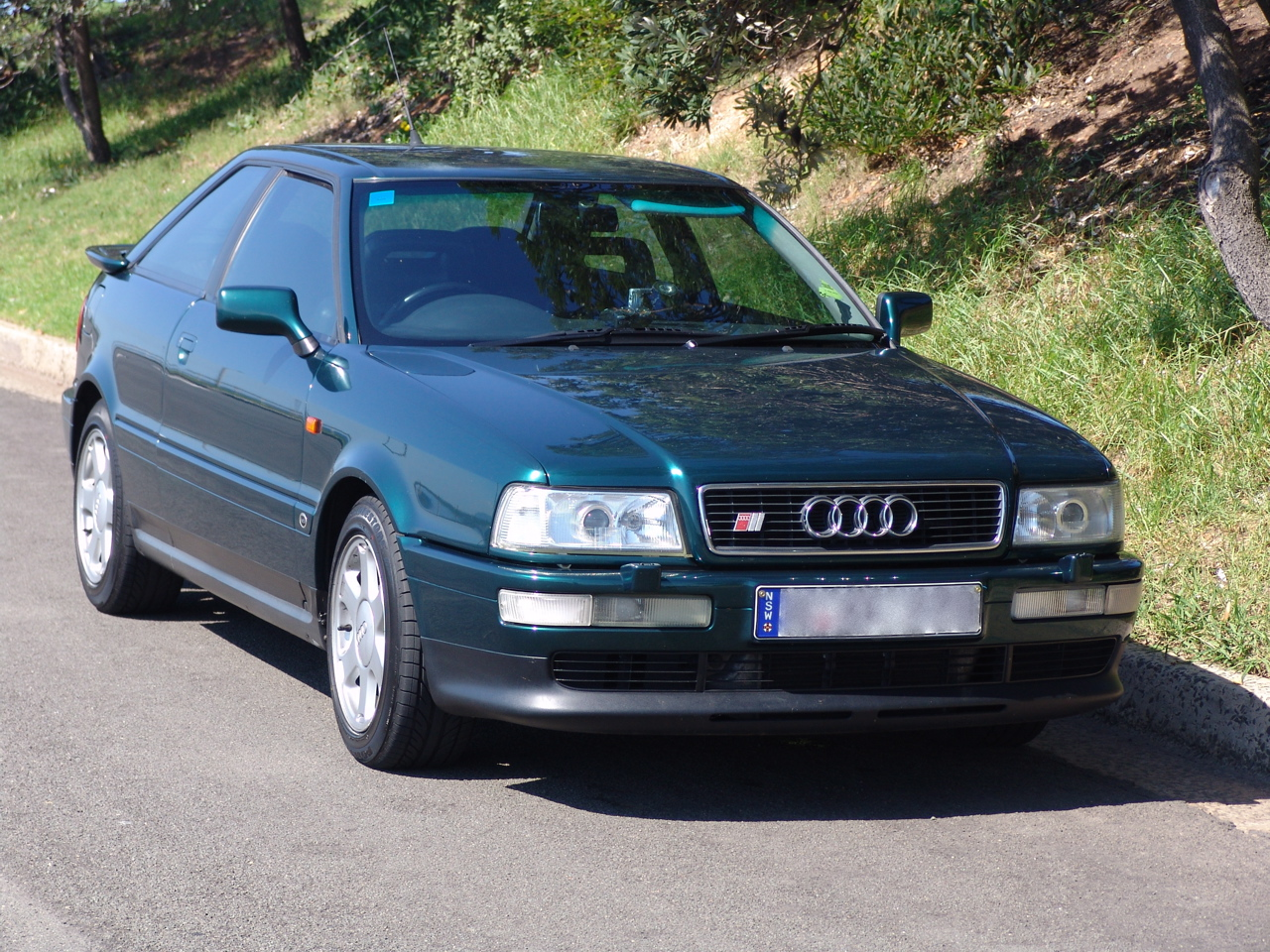
Audi S2 – wersja ABY z 1993 roku z felgami Speedline Avus

## Podstawowe dane techniczne dla wersji 3B i ABY
Ogólne:
- Lata produkcji: 1991 – 1995
- Zbiornik paliwa: 70 litrów
- Zużycie paliwa (dane producenta):
  - przy 90 km/h – 7,6 l/100 km
  - przy 120 km/h – 9,8 l/100 km
  - cykl miejski – 14,2 l/100 km
- Średnie zużycie paliwa: 10,5 L/100km

## Dane techniczne Audi S2
| Marka i model                        | Audi S2 2.2T 3B | Audi S2 2.2T ABY |
| ------------------------------------ | --- | --- |
| Lata produkcji:                      | wrzesień 1990 – wrzesień 1992 | październik 1992 – grudzień 1995 |
| Typ silnika:                         | (Audi R5 3B – DOHC 20-zaworowy) Turbodoładowanie | (Audi R5 ABY – DOHC 20-zaworowy) Turbodoładowanie |
| Silnik:                              | (Rzędowy 5-Cylindrowy z jedną turbosprężarką firmy KKK typu K24 – 034145702, ciśnienie 0.82 bar)                                                                                       | (Rzędowy 5-Cylindrowy z jedną turbosprężarką firmy KKK typu K24/7000 ciśnienie 1.15 bar) |
| Głowica:                             | DOHC, 4 zawory na cylinder. | DOHC, 4 zawory na cylinder. |
| Komputer:                            | Bosch Motronic M2.3.2 | Bosch Motronic M2.3.2 |
| Pojemność skok cm³:                  | 2226 cm³ (2.2 litra) | 2226 cm³ (2.2 litra) |
| Średnica cylindra x skok tłoka (mm): | 81 × 86,4 mm | 81 × 86,4 mm |
| Moc kW (KM):                         | 162 kW (220 KM) przy 5900 obr./min | 169 kW (230 KM) przy 5800 obr./min |
| Max. moment obrotowy:                | 309 Nm przy 1950 obr./min | 350 Nm przy 1950 1/min 380 przy 2100 obr./min (overboost) |
| Stopień sprężania:                   | 9,30:1 | 9,30:1 |
| Przełożenia / skrzynia biegów:       | 5-biegowa manualna Getrag typ 01A – model ARV, napęd na wszystkie osie, centralny mechanizm różnicowy Torsen 1 – 2.68:1, 2 – 1.80:1, 3 – 1.29:1, 4 – 1:1, 5 – 0.75:1, wsteczny – 2.5:1 | 6-biegowa manualna Getrag typ 01-E – model CGR, napęd na wszystkie osie centralny mechanizm różnicowy Torsen 1 – 3.50:1, 2 – 1.89:1, 3 – 1.32:1, 4 – 1,03:1, 5 – 0.86:1, 6 – 0.71:1, wsteczny – 3.46:1 |
| Układ hamulcowy:                     | Tarcze wentylowane z przodu dwutłoczkowe i z tyłu jednotłoczkowe, firmy ATE Średnica tarcz – (Przód: Ø 276/25 mm / Tył: Ø 245/10 mm)                                                   | Tarcze wentylowane z przodu dwutłoczkowe i z tyłu jednotłoczkowe, firmy ATE Średnica tarcz – (Przód: Ø 276/25 mm / Tył: Ø 245/10 mm)                                                                   |
| Karoseria / Nadwozie:                | Stalowa-Karoseria | Stalowa-Karoseria |
| Rozstaw osi:                         | 2555mm | 2555mm |
| Opony:                               | Felgi 7 1/2" x 16" z aluminium firmy Speedline / lub felgi typu Avus 5 szprychowe Opony – (Dunlop – przód: 205 × 55 HR16 / tył: 205 × 55 HR16)                                         | Felgi 7 1/2" x 16" z aluminium firmy Speedline / lub felgi typu Avus 5 szprychowe Opony – (Dunlop – przód: 205 × 55 HR16 / tył: 205 × 55 HR16)                                                         |
| Miary D x S x W (mm):                | 4401 × 1716 × 1375 mm | 4401 × 1716 × 1375 mm |
| Zbiornik paliwa:                     | 70 l | 70 l |
| Masa własna:                         | 1420 kg | 1520 kg |
| Przyśpieszenie 0–100 km/h:           | 6,1 s | 5,9 s |
| Prędkość maksymalna (km/h):          | 248 km/h | 246 km/h |
| Droga hamowania [m] (100–0 km/h):    | 39,3 m | 39,0 m |